# 劉華 (清朝)
劉華（1860年—？），字寶含，陝西省韓城縣人，清朝政治人物、同進士出身。
光绪十一年，鄉試中舉；光緒十五年（1889年），登進士，授吏部文選司行走。光绪二十七年，任吏部文選司主事。光绪二十八年，任吏部文選司員外郎、吏部考功司郎中、順天鄉試同考官。光绪三十年，署吏部驗封司掌印。光绪三十二年，任日本陝西留學生監督。次年，改陝西學務公所議長。光绪三十四年，任吏部行走候補郎中。宣统元年，任吏部稽勳司掌印。宣统二年，改鹽政咨議官、吏部文選司掌印、湖南長沙府遺缺知府。